# Paul King
Paul King (Galway, 20 novembre 1960) è un cantante britannico del genere new wave, irlandese di nascita e famoso soprattutto per essere stato il cantante della band che portava il suo cognome, i King, nonché, successivamente, musicista e VJ/presentatore televisivo.

## Biografia
Dopo essersi laureato alla Coventry Drama School, Paul considera per un po' l'idea di entrare nella polizia delle West Midlands, per poi finire nella band rock/ska The Reluctant Stereotypes, di cui faceva parte anche il produttore discografico Paul Sampson.
Il gruppo pubblica un album e tre singoli, all'inizio degli anni ottanta, sulla scia del sottogenere new wave dello ska detto 2 tone, tipico della scena musicale di Coventry.
Dopo lo scioglimento della band The Reluctant Stereotypes, il cantante forma The Raw Screens che, dopo una lunga gavetta, servita a perfezionare la propria forma d'arte e il proprio stile (definiti da Paul e dal manager Perry Haines come «multi-tone», in opposizione al più noto «two-tone», sottogenere new wave dello ska), vengono rilanciati, nel 1983, con il solo cognome di Paul, come King.
Come cantante dei King, Paul era famoso per il suo particolare taglio di capelli (detto, in inglese, «cockatoo») e i tipici anfibi Dr. Martens, verniciati con spray colorato - un look che è stato descritto "come quello del personaggio del film Chitty Chitty Bang Bang. Ma cavolo se piaceva alle ragazze!". Questo look vincente, già in parte modificato (con l'aggiunta di spiazzanti elementi New romantic, quali, per esempio, le giacche o i completi eleganti) durante la promozione del secondo album del gruppo, nel 1985-1986, verrà definitivamente abbandonato nel lavoro solista, dal 1987 in poi, con esiti non molto fortunati, almeno dal punto di vista strettamente musicale (per l'occasione, Paul si taglierà anche i capelli).
Nonostante i King in qualità di band non durino che poco più di un paio d'anni, entrambi gli album da loro pubblicati, Steps in Time e Bitter Sweet, tutti e due prodotti da Richard James Burgess, già dietro ai primi successi degli Spandau Ballet, entrano nella Top 10 e ottengono il disco d'oro, dando vita a un totale di cinque singoli di successo, di cui 2 Top 10 (Love & Pride e Alone without You), un Top 20 (The Taste of Your Tears) e 2 Top 30 (Won't You Hold My Hand Now e Torture).
Dopo lo scioglimento del gruppo, Paul King inizia la carriera solista, pubblicando l'album Joy, prodotto dallo statunitense Dan Hartman. Maggiormente orientato verso un pop rock/funky/soul più orecchiabile del sound aspro e tagliente della band, il disco, snobbato anche dai fans del gruppo, non ottiene un grande successo di vendite, né viene apprezzato dalla critica. L'unico brano più o meno noto, che non va però oltre il Numero 59 nella madrepatria, è il primo estratto, I Know, incentrato sull'inedito ampio uso dei fiati, i cui disegni stilizzati compaiono anche nel videoclip, colorato e vagamente psichedelico, che accompagna il pezzo.
Dopo che il secondo singolo solista, Follow My Heart, non riesce ad entrare in classifica, dal 1988 a oggi, Paul è comparso soltanto in TV, prima come VJ per MTV, nel 1989, e poi come presentatore per VH1, ma sempre meno di frequente. Dopo il passaggio a VH1, Paul diventa famoso per il suo intervento in quello che si definisce in lingua inglese un «infomercial», uno spot televisivo principalmente informativo sulle compilation anni ottanta. I programmi per cui è ricordato sono soprattutto MTV's Greatest Hits e 120 Minutes.
Dopo dieci anni di silenzio in campo musicale, nel 1998, è finalmente uscita una raccolta congiunta, intitolata The Best of King - Love & Pride, contenente 18 brani, che ripropone i grandi successi e le tracce più note dei King, compresa l'unica hit minore di Paul King come solista, I Know, oltre ad alcuni lati B inediti e remix dei singoli più famosi.

## Discografia

### Singoli
- 1984 - Love & Pride (UK numero 84)
- 1985 - Love & Pride (ristampa - UK numero 2, USA numero 55)
- 1985 - Won't You Hold My Hand Now (UK numero 24)
- 1985 - Alone Without You (UK numero 8)
- 1985 - The Taste of Your Tears (UK numero 11)
- 1986 - Torture (UK numero 23)
- 1987 - I Know (Paul King solista - UK numero 59)
- 1987 - Follow My Heart (Paul King solista - N.C.)

### Album
- 1984 - Steps in Time
- 1985 - Bitter Sweet
- 1987 - Joy (Paul King solista)
- 1998 - The Best of King - Love & Pride (raccolta King e Paul King)